# Tornado Self Protection Jammer

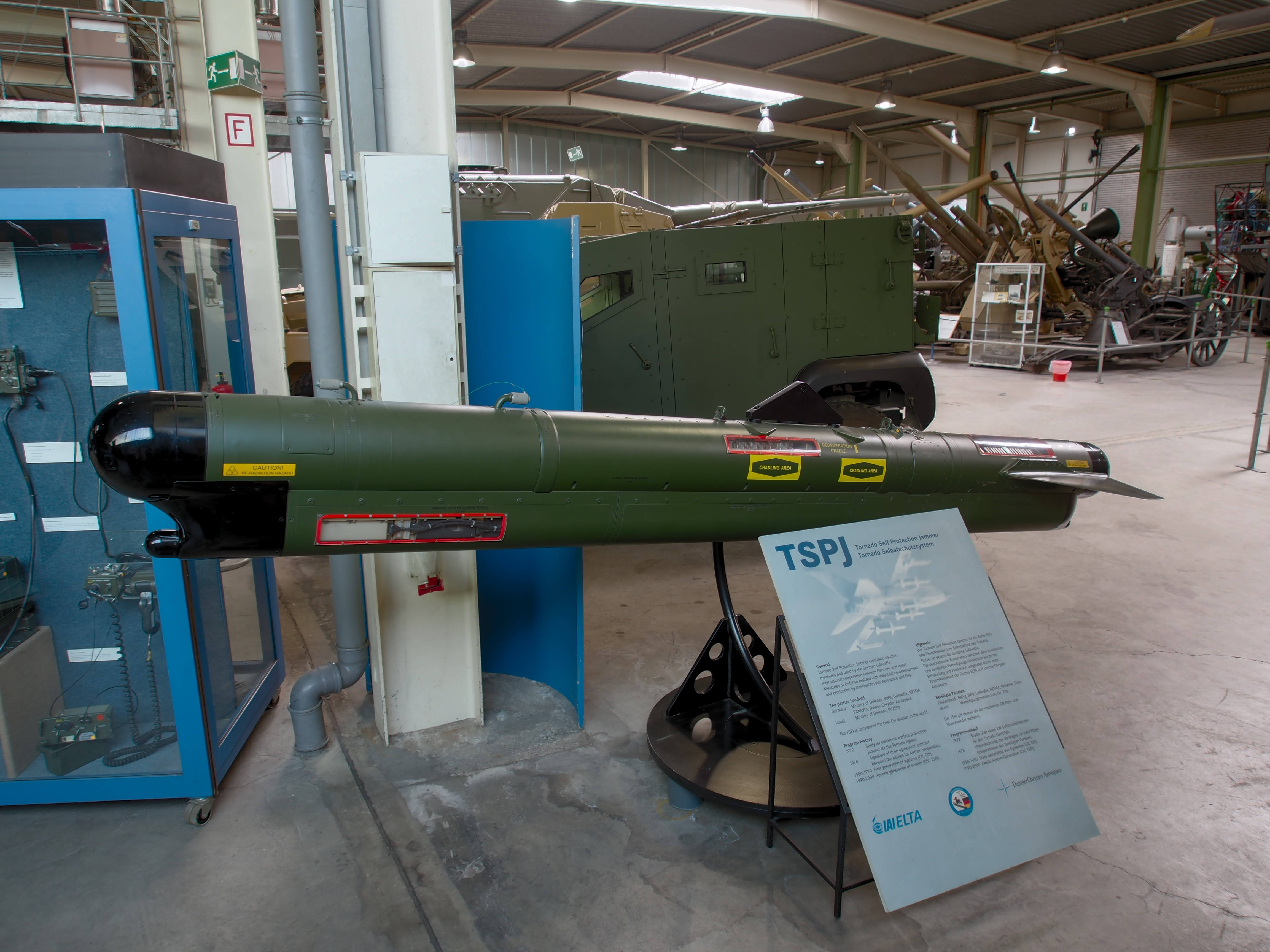
TSJP (Tornado Self Protection Jammer) in der Wehrtechnischen Studiensammlung Koblenz

Beim Tornado Self Protection Jammer (kurz: TSPJ; alte Bezeichnung: Stör- und Täuschsender CERBERUS benannt nach Kerberos) handelt es sich um ein modernes Stör- und Täuschsystem zum Schutz des Mehrzweck-Kampfflugzeugs Tornado vor gegnerischen radargestützten Flugabwehrsystemen. Das System wurde gemeinsam von den Rüstungsbetrieben Elta (Israel) und DASA (Deutschland) entwickelt und stellt eine Weiterentwicklung der "Gondel für elektrische Gegenmaßnahmen" (ECM-Pod) über die CERBERUS-Baustufen dar. 1998 wurden 110 Stück für deutsche Tornado-Kampfflugzeuge beschafft.

## Technik
Der TSPJ fasst die bedrohende Radarstrahlung auf und vergleicht diese anhand eines Datenarchivs mit der von bekannten Emittern, um das ausstrahlende Flugabwehrsystem zu ermitteln. Anschließend werden Stör- und/oder Täuschsignale ausgestrahlt, die genau gegen dieses System optimiert sind. Auf diese Weise wird die Wirksamkeit gegnerischer Radarsysteme bezüglich Zielerfassung, Zielverfolgung und Waffeneinsatz erheblich eingeschränkt oder gänzlich vereitelt.
Die Elektronik des TSPJ wird von einem Wasserkreislauf gekühlt. Freie Programmierbarkeit der Stör- und Täuschtechniken ermöglicht es, neuen Bedrohungen in diesem Bereich schnell und flexibel entgegenzuwirken. Der TSPJ wird von Experten zu den derzeit modernsten serienmäßig gefertigten elektronischen Schutzvorrichtungen für Militärflugzeuge weltweit gezählt.

## Programmverlauf
- 1972: Studie über einen EW-Selbstschutzsender für das in der Entwicklung befindliche Kampfflugzeug Tornado
- 1978: Unterzeichnung des Vertrages zur zukünftigen Kooperationen der beteiligten Rüstungsunternehmen
- 1980–1990: Erste System-Generation (CERBERUS II, CERBERUS III)
- 1990–2000: Zweite System-Generation (CERBERUS IV, TSPJ)

## Unterstützung durch den BND
Der Bundesnachrichtendienst (BND) unterstützte das Projekt mit Radar Intelligence, einer Unterform der Elektronischen Aufklärung, auch in Zusammenarbeit mit einem israelischen Nachrichtendienst, um Erkenntnisse über die Radarsignaturen sowjetischer Radarsysteme zu gewinnen. Das Projekt wurde im Oktober 1972 vom damaligen Bundesminister der Verteidigung Georg Leber angeordnet. Dabei wies er an, dass „auf strengste Diskretion in allen Bereichen [zu] achten“ sei. Die Israelis hatten bereits am 26. Dezember 1969 in einem Kommandounternehmen ein Radargerät sowjetischer Bauart vom Typ P-12 der Streitkräfte Ägyptens von der Sinai-Halbinsel per Hubschrauber nach Israel gebracht. Dessen Auswertung floss in den späteren TSPJ ein.
Der BND betrieb zusammen mit dem italienischen Militärnachrichtendienst Servizio per le Informazioni e la Sicurezza Militare (SIMSI) eine Station zur elektronischen Aufklärung in Lecce sowie mit dem iranischen SAVAK in der Nähe von Teheran. Aufgrund der Islamischen Revolution im Iran musste der BND das Land verlassen. Er baute in Zusammenarbeit mit den Vereinigten Staaten und China im Pamir-Gebirge auf chinesischem Staatsgebiet eine neue Station auf. Unter dem Decknamen Lanze steuerte der BND 26 Millionen DM zum Bau der Station bei. Sie wurde von zwölf deutschen, US-amerikanischen und chinesischen Nachrichtendienstmitarbeitern betrieben. Mit 20 Millionen Euro wurde die Station aus dem Finanztopf des Cerberus-Projektes des Bundesministeriums der Verteidigung finanziert. Chinesische Militärluftfahrzeuge drangen, vorgeblich versehentlich, in sowjetischen Luftraum ein, um die Sowjetischen Luftverteidigungsstreitkräften dazu zu bewegen, ihre Ernstfall-Radarfrequenzen zu nutzen und keine Übungsfrequenzen. Der Plan gelang und die Pamirstation konnte die Radarsignaturen für das CERBERUS-Projekt erfassen. Ähnliche Versuche, bei denen Piloten der Luftwaffe in Absprache mit dem BND die innerdeutsche Grenze verletzten, blieben indes erfolglos.